# ایزوساکورانتین
ایزوساکورانتین (به انگلیسی: Isosakuranetin) با فرمول شیمیایی C۱۶H۱۴O۵ یک ترکیب شیمیایی است. که جرم مولی آن ۲۸۶٫۲۷ g/mol می‌باشد. 